# Camino Lebaniego
 (janvier 2020).
Si vous disposez d'ouvrages ou d'articles de référence ou si vous connaissez des sites web de qualité traitant du thème abordé ici, merci de compléter l'article en donnant les références utiles à sa vérifiabilité et en les liant à la section « Notes et références ».
Le Camino Lebaniego (ou Camino Lebaniense, ou Chemin de la Liébana) est une branche des chemins de Saint-Jacques qui permet à partir de San Vicente de la Barquera, sur le Camino del Norte, d'accéder au monastère Santo Toribio de Liébana (Cantabrie, Espagne).
Depuis 2015 cet itinéraire est inscrit au Patrimoine mondial par l'UNESCO.
La distance totale est de 72,73 km répartis en trois étapes :
1. première étape (28,5 km) : San Vicente de la Barquera - Cades.
2. deuxième étape (30,53 km) : Cades - Cabañes.
3. troisième étape (13,7 km) : Cabañes - Santo Toribio de Liébana.